# 朱比
朱比，是分布印度、巴基斯坦，尼泊尔的賤民種姓，2009年印度人口普查報告朱比人口22,00,000。

## 範圍和工作
他們的職責是洗衣，而且通常挨家挨戶收集家庭髒床單，一兩天後送回。朱比是現在印度次大陸的現代專業的乾洗店的前身，由於朱比收費遠遠低於那些乾洗店，他們是受家庭歡迎。
每個朱比服務一個特定的家庭，有一個獨特的符號標誌。此標識是黑色不褪色墨水，以防止它被洗掉。朱比可以洗自己的衣服或外包給其他朱比。
朱比單字本義是指清潔產品引起的皮膚過敏，是股癬一個替代名稱。